# Offentlig
Offentlig verksamhet anger bland annat om en verksamhet är finansierad av allmänna medel (skatteintäkter från stat, kommun och landsting), och därmed blir satt under särskild lagstiftning, i Sverige bland annat offentlighetsprincipen och Lagen om offentlig upphandling.
Offentlig verksamhet kan också avse privat- eller föreningsägd, till exempel restauranger, parker, evenemangsplatser som Folkets hus, bio, bensinstationer osv, där syftet är att erbjuda tillgänglighet för allmänheten. Delar av den särskilda lagstiftningen gäller då, till exempel brandskyddsregler, miljö- och hälsoaspekter i verksamheten, men inte offentlighetsprincipen i annat än myndighetsärenden.
Offentlig lokal omgärdas av hårdare krav än hemmiljö. Till dessa räknas utöver ovanstående också kyrkor, ålderdomshem, serviceboende, sjukvård, skola, barnomsorg och omsorgsverksamhet som inte sker i vårdtagarens hem.